# Csi-lin
A csi-lin (qilin) csodálatos patás állat a kínai mitológiában, amelyet gyakran egyszarvúként vagy unikornisként is értelmeznek és neveznek.

## Eredete
Elnevezését két szó összeolvadásával magyarázzák, amely szerint a csi (qi) 麒 a hím egyszarvút, míg a lin 麟 nőstény egyszarvút jelentené. Írott forrásban legkorábban az i. e. 5. században keletkezett Co csuan (Zuo zhuan)ban bukkan fel.

## Alakja és szimbolikája
A csi-lin (qilin)t ugyan a források többféleképpen írják le, de ezek a leírások csupán részleteikben különböznek egymástól. Mindegyik leírás azt az ősi elvet követi, miszerint a csi-lin (qilin) testrészei különböző állatok részeihez hasonlatosak. A csi-lin (qilin) teste olyan, mint a szarvasé, nyaka, mint a farkasé, a farka, mint a bikáé, egy szarva van, amely „puha sapkában” (ti. ránőtt húsban) végződik, a patája olyan, mint a lóé, szőre tarka (egyes változatok szerint vörösesbarna). Vannak olyan források is, amelyek fehér és zöld színű csi-lin (qilin)t is megkülönböztetnek. Amikor lépked, nem tapossa el a földön a füvet és a rovarokat, nem táplálkozik élő fűvel, csakis csodálatos növényeket eszik. Egyes elképzelések szerint még repülni is tud, a vízen pedig épp úgy jár, mint a szárazföldön. A legrégebbi szövegekben gyakran a szarvasok vezéreként jelenik meg. Ő az emlős állatok feje (a madaraké a feng-huang (fenghuang)). Jellegzetessége a szarva, amellyel kapcsolatban a szövegek kiemelik, hogy nem hegyes, így ártani sem tud vele. Az ókori filozófiai szerzők a zsen (ren) 仁 humanitás, emberszeretet, altruizmus megtestesüléseként értelmezték. A csi-lin (qilin) egyszarvú jellegéhez többféle magyarázat is kapcsolódik: egyesek szerint az ország egységének jelképe, míg mások szerint az uralkodó egyeduralmáé.
A 8-9. században élt író, filozófus Han Jü (Han Yu) a következőképpen ír Az unikornisról című esszéjében:

„Az unikornis természetfeletti volta teljesen nyilvánvaló: a Dalok könyvében versben énekelték meg, a Tavasz és ősz krónikában is találunk róla feljegyzést, a történetíróknál és a száz filozófus műveiben is olvasható róla mindenféle tudósítás, még az asszonyok és a gyermekek is tudják róla, hogy szerencsés előjel. Noha az unikornis is állat, de nem jószág, amit a portákon szokás nevelgetni, sőt nem is létezik állandóan az égalatti világban, alakja sem fogható más fajtához, nem hasonlítható a lóhoz, a bivalyhoz, a kutyához, a disznóhoz, a sakálhoz, a farkashoz, a szarvashoz vagy az őzhöz. Ha pedig így van, akkor még ha fel is bukkanna az unikornis, az emberek sem ismernék fel, hogy az bizony unikornis. A szarvat viselő állatokról tudom, hogy az bivaly, a sörényesekről tudom, hogy az ló, a kutyáról, a disznóról, a sakálról, a farkasról, a szarvasról és az őzről meg tudom, hogy az kutya, disznó, farkas, szarvas és őz. Csak az unikornist nem lehet felismerni. Ha pedig nem lehet felismerni, akkor az is helyénvaló lenne, ha nem tartanák szerencsés előjelnek.
 
Azonban az unikornis megjelenésekor biztos, hogy szent és bölcs uralkodó ül a trónon, vagyis az unikornis jelzi a szent és bölcs uralkodó megjelenését. A szent és bölcs uralkodóknak tehát fel kell ismerniük az unikornist, s csak ekként lesz belőle szerencsés előjel. Ám az a mondás is járja: „Az, ami az unikornist unikornissá teszi az erény, nem pedig a külső formája.” Ha viszont az unikornis nem csak akkor tűnne fel, amikor bölcs uralkodó kerül a trónra, akkor akár szerencsétlen előjelnek is tarthatnánk.”

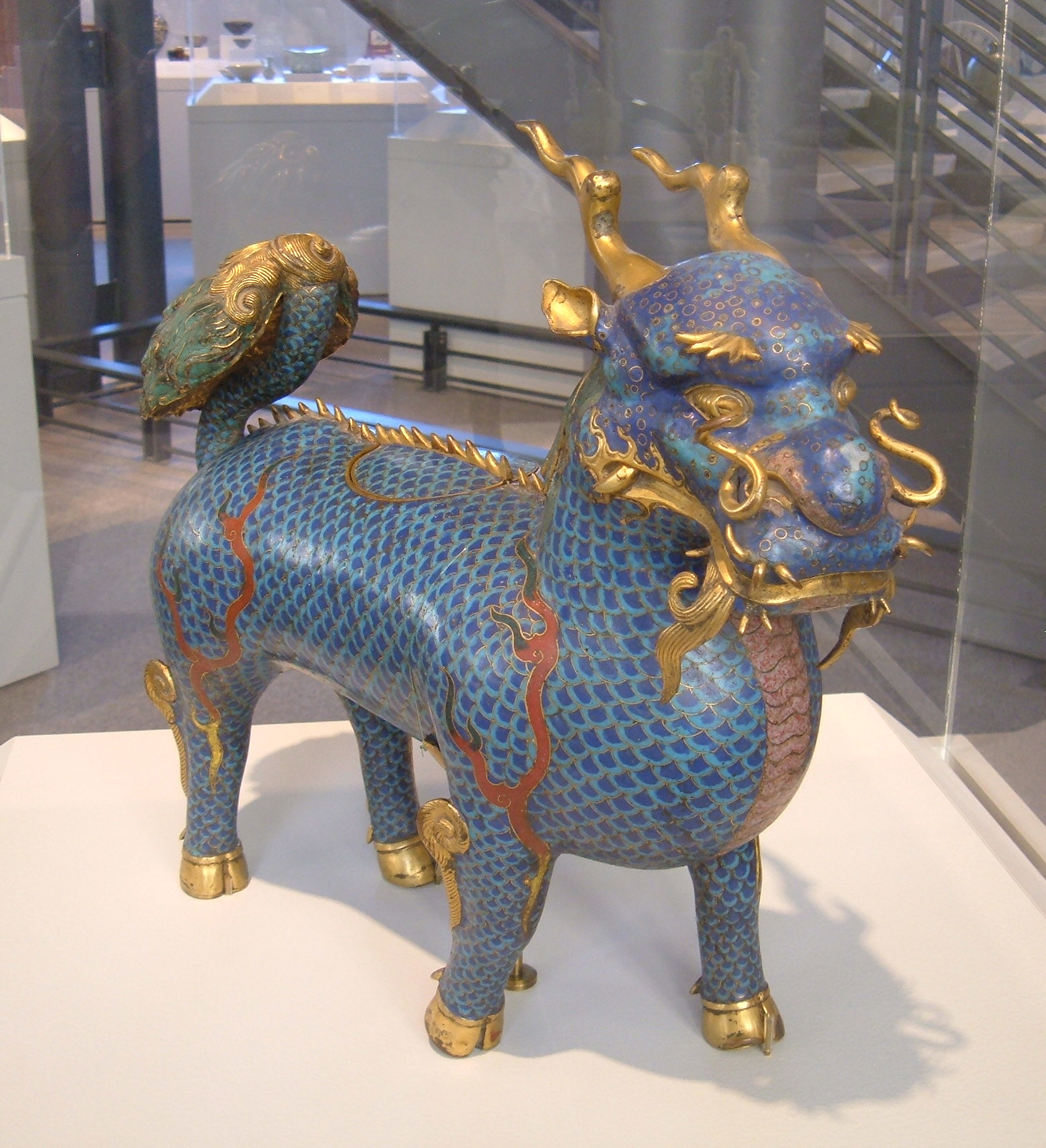
A Csing-dinasztia idején készült, csi-lin (qilin)t ábrázoló füstölőtartó

A taoista legendákban a Nyugati anyakirálynő, Hszi-vang-mu (Xiwangmu) kíséretébe tartozó halhatatlanok hátasállata a fehér csi-lin (qilin). Az ókorban és a középkorban számos történetet jegyeztek fel a csi-lin (qilin) megjelenéséről vagy elfogásáról, amely minden esetben az ideális, bölcs kormányzás előjelének számított. A lin (lin) elfogásával fejezi be Konfuciusz a Tavasz és ősz című krónikáját, melynek szavai azóta közmondásak számítanak. Általánosan elterjedt nézet volt, hogy a csi-lin (qilin) megjelenése a természet lecsendesülését és felvirágzását eredményezi, s egy nagy hatású bölcs ember megszületésének előjele. A hagyomány szerint Konfuciusz születését is a csi-lin (qilin) megjelenése jelezte előre, amelynek a szájából egy jáde-írás került elő, melyen a Csou (Zhou)-ház kormányzásával kapcsolatos jövendölések voltak olvashatók. Azonban Konfuciusz halálát is egy csi-lin (qilin) felbukkanása jelezte, akárcsak egyes királyságok, országok összeomlását.

A csi-lin vektorgrafikus rajza.

A kínai népi hiedelemben a csi-lin (qilin) megjelenését fiúgyermek születésével hozzák kapcsolatba: „az égből alászálló csi-lin (qilin) fiúgyermeket hoz” Ezt a jókívánságot ábrázoló kép gyakori témája a hagyományos papírkivágásoknak és népi fanyomatoknak.